# 地域学
地域学（ちいきがく、regionology）とは、人文科学（考古学、歴史学、文学、言語学、文化人類学、民俗学、民族学）、社会科学（環境学、地政学、地理学）及び自然科学（医学、生態学、地学、地質学）にわたる学際的視座とフィールドワークなどによる主体的視座によって総合的に地域を研究する学問である。ウォルター・アイサード（Walter Isard）による地域科学（regional science）は、意味ある地域か諸地域のシステム（domain）に関連する、経済的、政治的、社会的、文化的、および心理的諸要因あるいは諸局面の総合的かつ包括的研究として位置づけられるが、地域学における「地域（region）」は、「物語能力（narrative competence）」などによる主体的アプローチによって日常生活圏域（living area）から共時的かつ通時的に一つの全体として措定される「地域（living sphere）」にまで敷衍される。日本においては赤坂憲雄の「東北学」をその嚆矢とする。

## 地域生態学
類似の学際に地域生態学がある。これは通常の生態学のように動植物そのものの生理・生態を細かく追っていくのではなく、常に動植物が生活する空間の評価およびそれに伴う保全・創成を探ることを目的としており、健全なランドスケープ･好ましい地域環境をどのように獲得できるかを、自然科学的生態と合わせて人文科学的さらに社会科学的生態まで合わせた側面から解明しようとしていく学域である。